# 强巴卓嘎
强巴卓嘎（藏語：བྱམས་པ་སྒྲོལ་དཀར，威利转写：byams pa sgrol dkar，1946年—）女，藏族，西藏拉萨人，中华人民共和国藏医，也是历史上第一代获得藏医院正式培养的女性藏医。

## 生平
强巴卓嘎出生在拉萨八廓街一个木匠家，是家中第三个孩子。强巴卓嘎还有7个兄弟姐妹，后来他们都成为国家干部。强巴卓嘎的父亲阿来是木匠，在日喀则一个农民家庭长大，10岁开始学艺，成为建筑设计师。班禅在拉萨的一座行宫及在日喀则的一处公园，阿来都参与了设计。因为阿来和上层的联系，强巴卓嘎被送入拉萨市第一小学、拉萨中学读书，藏文读写和文法出众。
在西藏，藏医被尊称为“拉杰”（神医）。过去西藏的传统观念认为，女性不适宜当医生，所以在拉萨门孜康（1916年十三世达赖创建，任命其私人医师钦绕诺布为院长）历史上，除了眼专家央嘎曾经师从钦绕诺布院长外，从未招收过女学员。门孜康的学生都是从寺庙僧人中选拔而来。
1963年，强巴卓嘎正在拉萨中学读初二，已更名为拉萨藏医院的门孜康第一次面向社会招收学生，也是第一次招女学生，15位藏医女学生获得招收，强巴卓嘎是其中之一。这次，藏医院从学生、僧人和统战人士等不同渠道共招收两个班45个学生（其中包括15个女学生），强巴卓嘎是经统战部招来。当时，强巴卓嘎有个表姐夫在总工会工作，他认识统战部的工作人员，得知招生信息后，他推荐强巴卓嘎参加考试。强巴卓嘎学藏医获得了父亲大力支持。强巴卓嘎便从拉萨中学退学，参加藏医院的招生考试，考试主要考藏文，此后还有一次面试。强巴卓嘎都顺利通过。进校后，藏医院已不像门孜康一样要学天文历算，课程主要是藏文、汉文、藏医。强巴卓嘎学内科，老师伦珠丹达、桑旦都是有名的男藏医。从1963年进校到1970年分配，强巴卓嘎在藏医院学习八年。
强巴卓嘎入学时，藏医院已经有一位有名的女藏医央金拉姆（央嘎），也是当时仅有的一两个女藏医之一，是藏医院妇儿科主任。央嘎擅长开眼（“开眼”即治疗白内障）、妇科等专科。央嘎的开眼手术做得很好，曾给不丹国王金美旺秋治好了白内障，强巴卓嘎等女学生都将她作为榜样。
1970年，强巴卓嘎被分配到西藏自治区当雄县龙仁乡插队落户，成为下乡知青。强巴卓嘎和牧民一起劳动，靠挣工分生活。在这里，强巴卓嘎和她的同班同学贡嘎结婚。一年后，公社建起乡医院，他们被选送到乡医院当赤脚医生。两年后，1974年国家落实政策，强巴卓嘎和贡嘎都被调到当雄县人民医院，强巴卓嘎任藏医科主任。文革结束后，拉萨藏医院改为西藏自治区藏医院，筹备成立住院部，需要藏医人才，强巴卓嘎和贡嘎被一起调回了拉萨的西藏自治区藏医院任职。
刚回藏医院时，强巴卓嘎被安排在信诊邮药室（俗称“寄药组”），接待国内外患者。两年后，强巴院长将她调到藏西科。1987年，被派到北京人民医院进修六个月。回到拉萨后，又在西藏自治区人民医院进修两年多，学习西医急救治疗、操作技术。此后，强巴卓嘎从事藏西医结合，主攻心血管疾病。
2002年起，强巴卓嘎在西藏自治区藏医院担任硕士生导师。强巴卓嘎每天都看门诊。她是西藏自治区藏医院综合内科主任，学科带头人，中国西藏藏医药学会研究员、副教授。